# Bosquerola gorjagrisa
La bosquerola gorjagrisa (Myiothlypis cinereicollis) és un ocell de la família dels parúlids (Parulidae).

## Hàbitat i distribució
Habita la selva pluvial, clars i vegetació secundària de les muntanyes de Colòmbia i oest de Veneçuela.